# 朱迪思·莱斯特
朱迪思·詹斯·莱斯特（荷蘭語：Judith Jans Leyster；1609年7月28日—1660年2月10日）是荷兰共和国黄金时代的画家。她以画静物画与肖像画而闻名。尽管她的作品受到同时代人的高度评价，但在其死后便逐渐被人们遗忘，直到19世纪末她的艺术才能才被人们所认可。

## 生平
莱斯特出生在荷兰的哈勒姆，是当地酿酒商人和服装商人Jan Willemszoon Leyster的第八个孩子。
有部分学者推测，莱斯特因父亲的破产和为家庭募集资金的需要而从事绘画工作。莱斯特可能在弗朗斯·彼得斯·德·格雷伯处学习绘画。
1636年，朱迪思·莱斯特和扬·莫勒纳尔结婚，她的丈夫是一位比她本人高产的艺术家，他们同时从事着类似的题材创作。他们在结婚后搬到了阿姆斯特丹居住了11年，而后他们搬去了海姆斯泰德。

## 画作

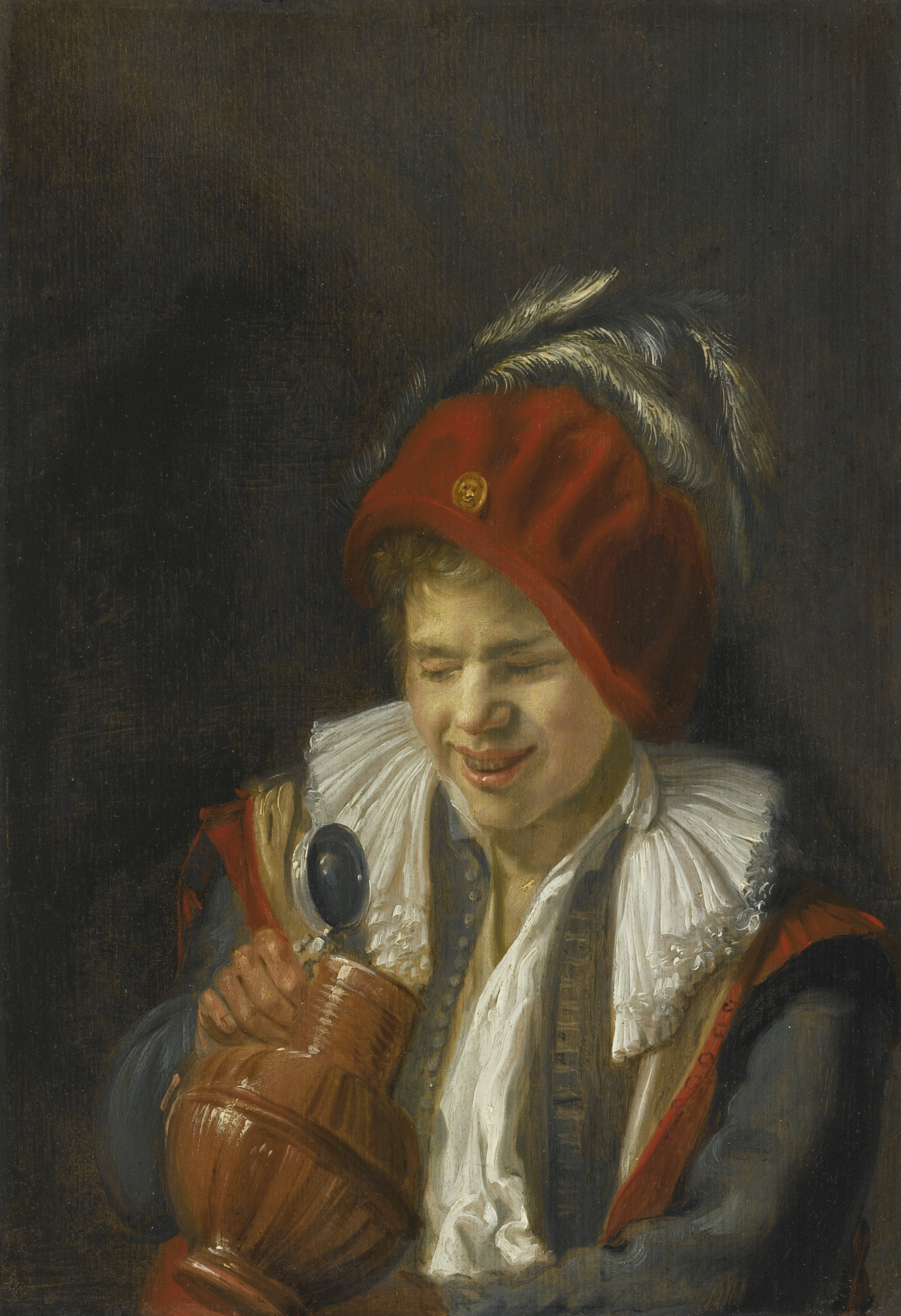
Kannekijker(1633)
Portrait of a Man
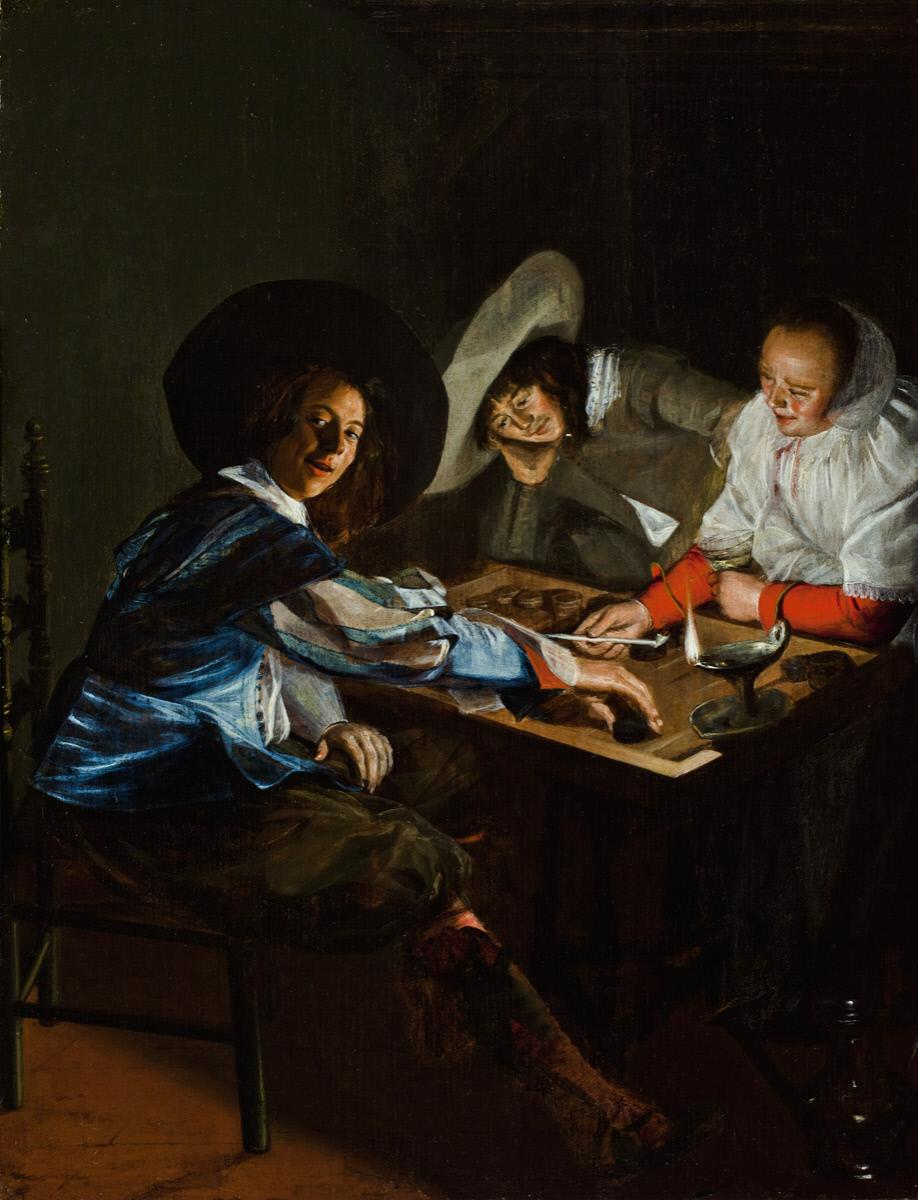
A Game of Tric Trac
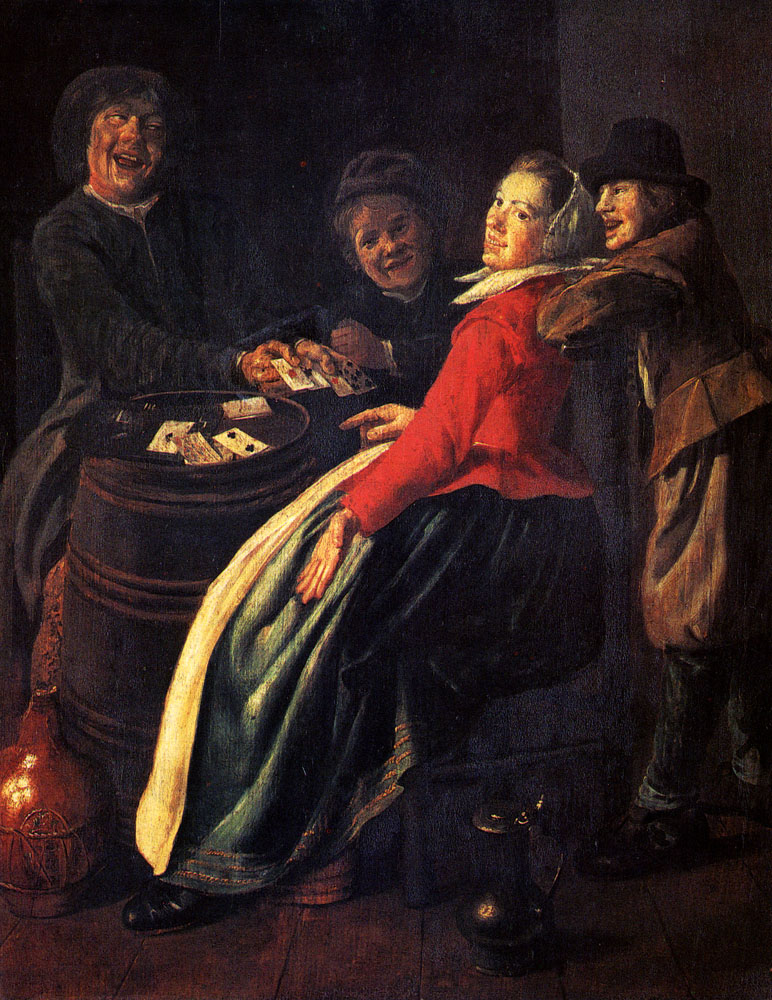
A Game Of Cards
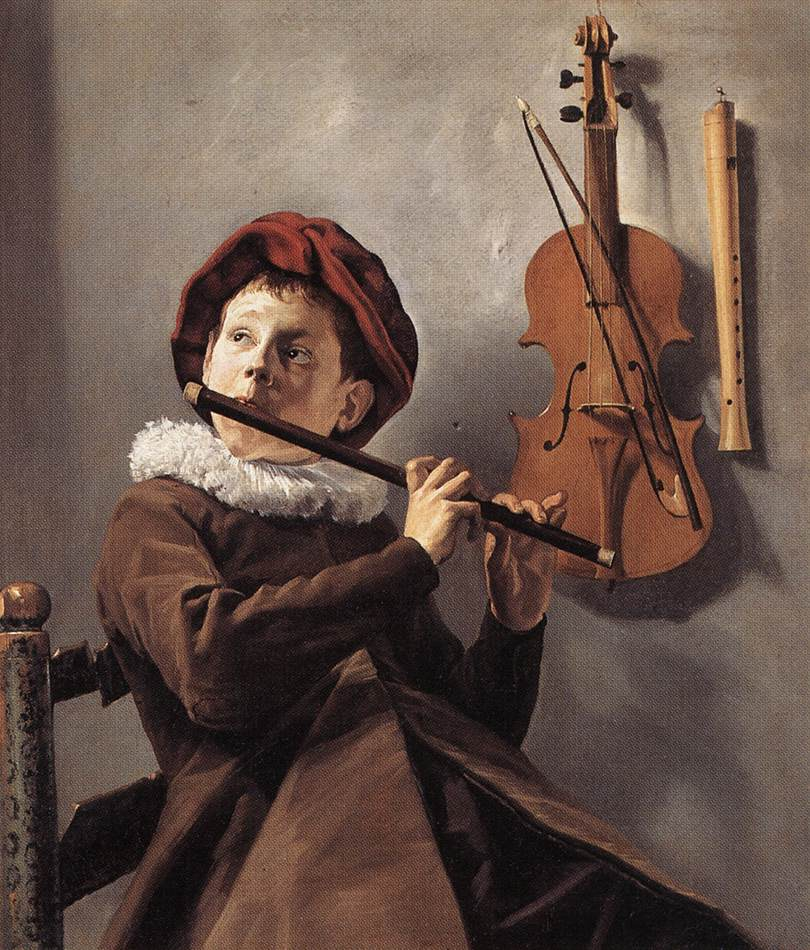
Young Flute Player
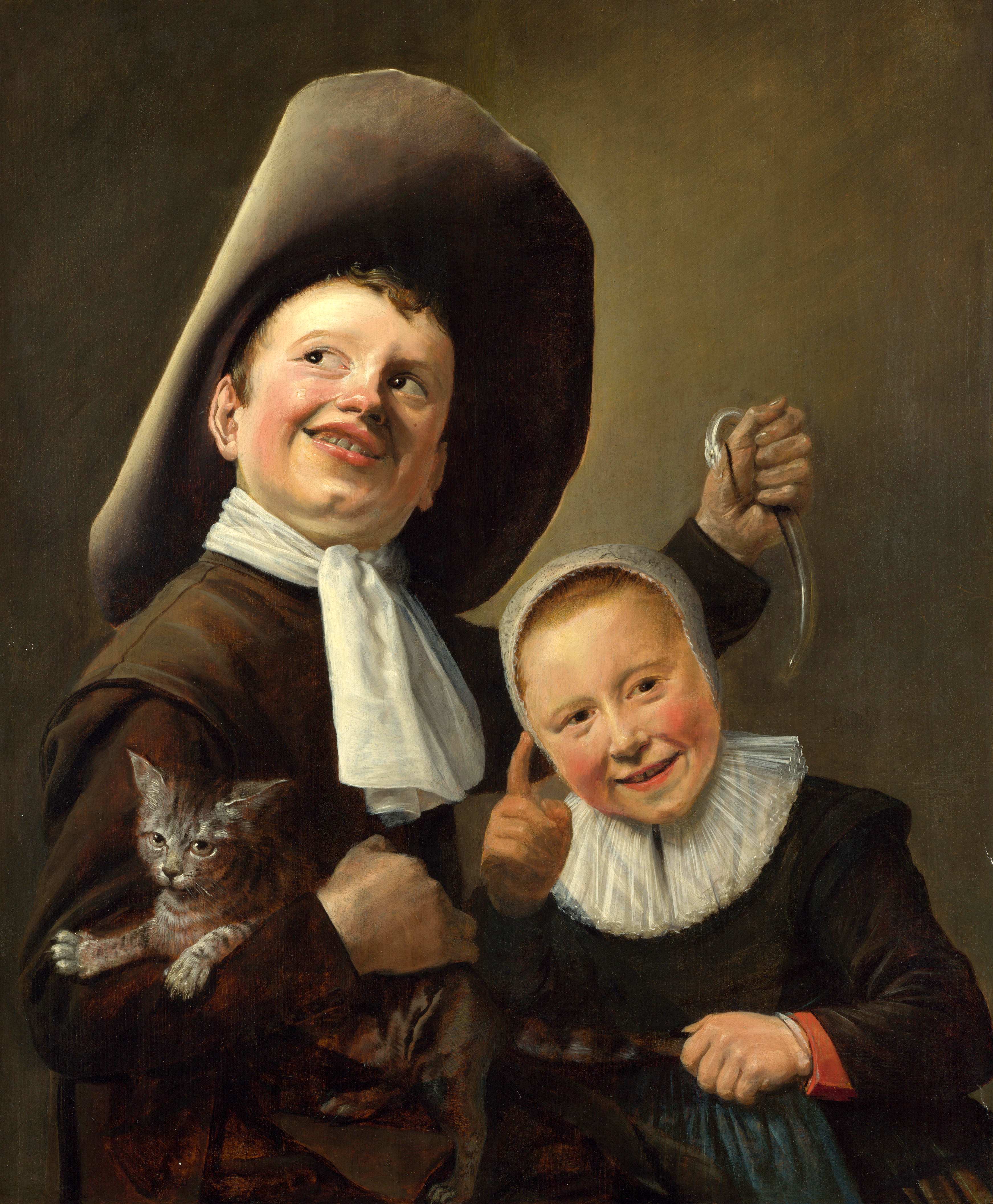
A Boy and a Girl with a Cat and an Eel
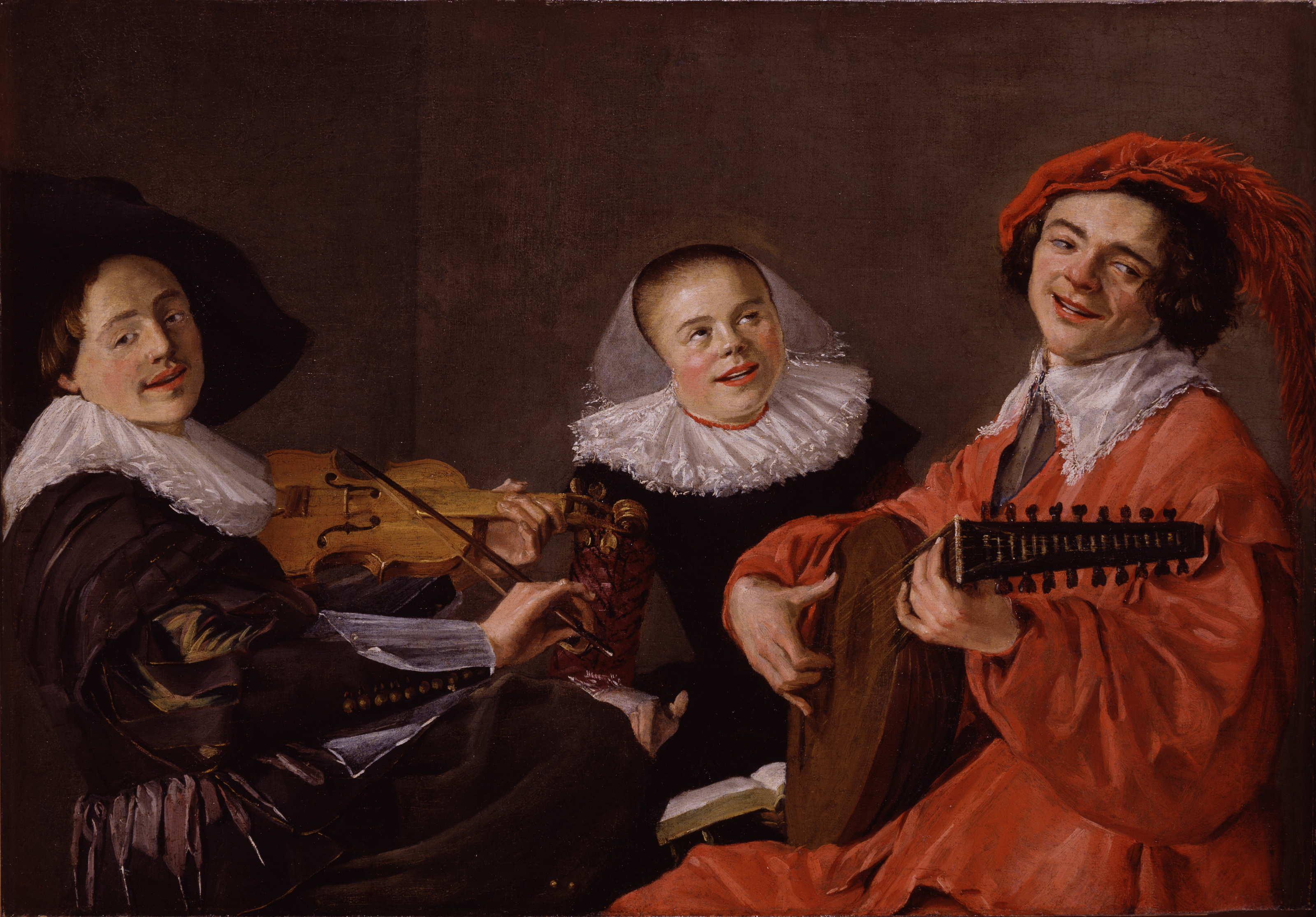
The Concert (1631–33)
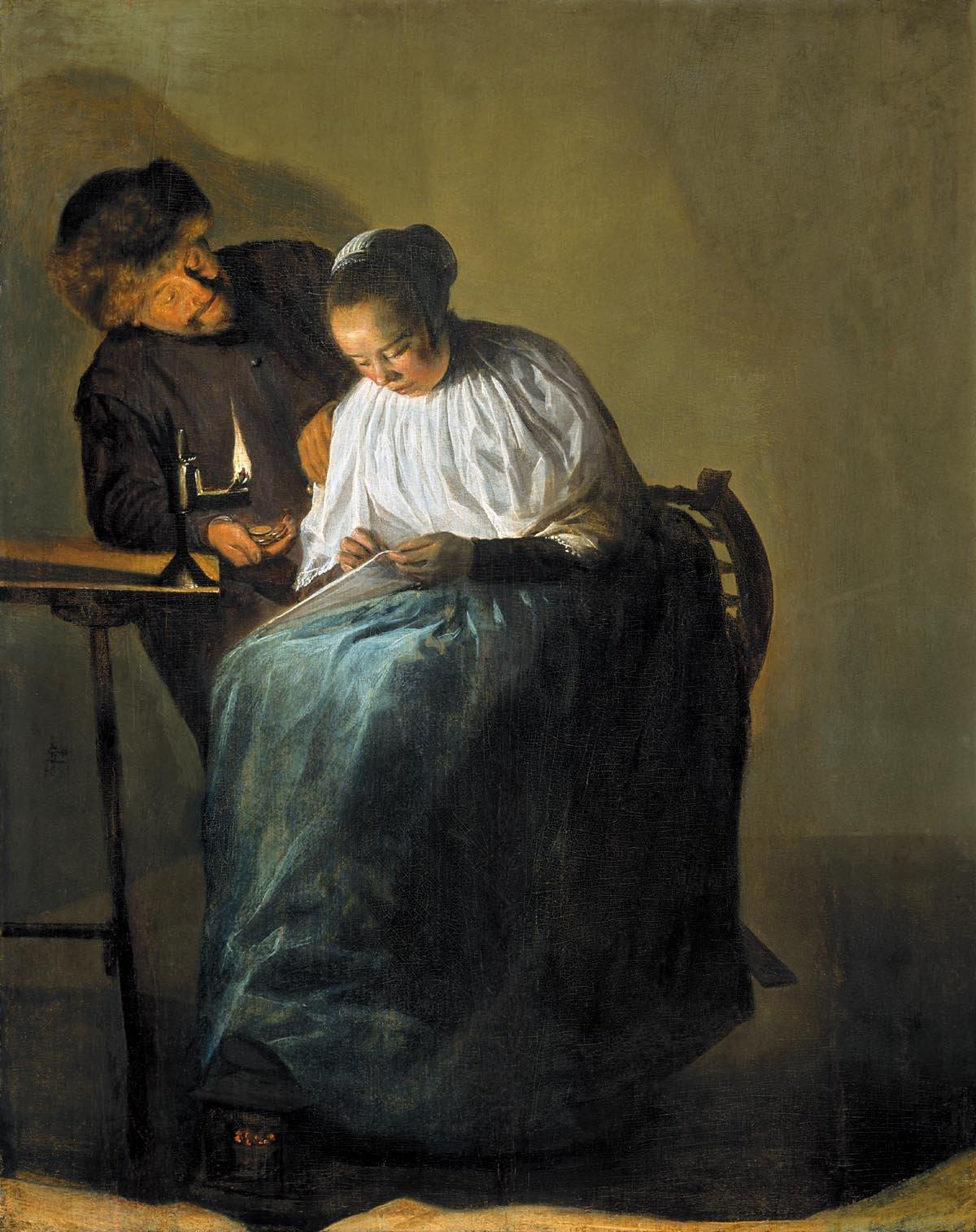
The Proposition (1631)
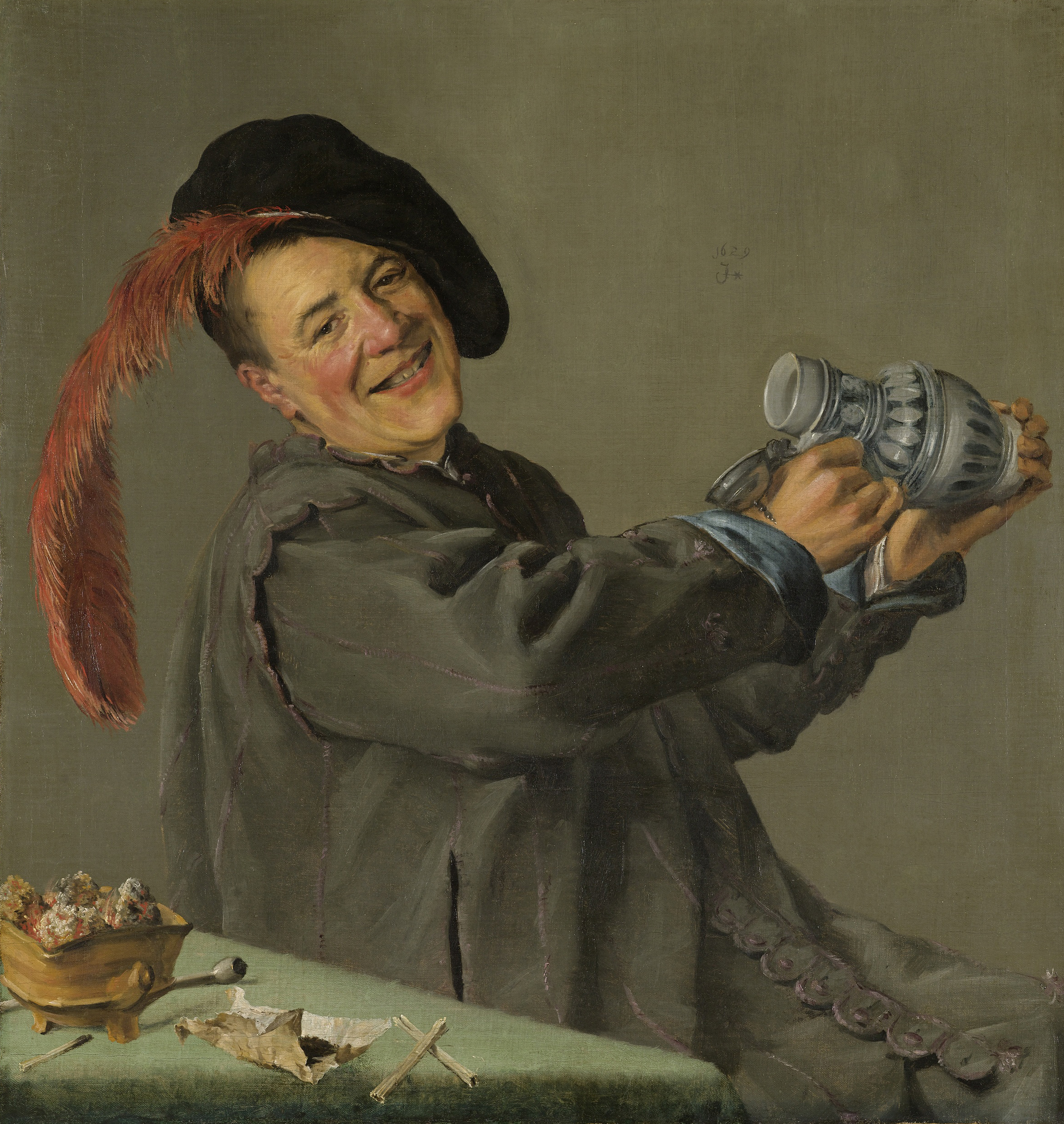
Jolly Toper (1629)
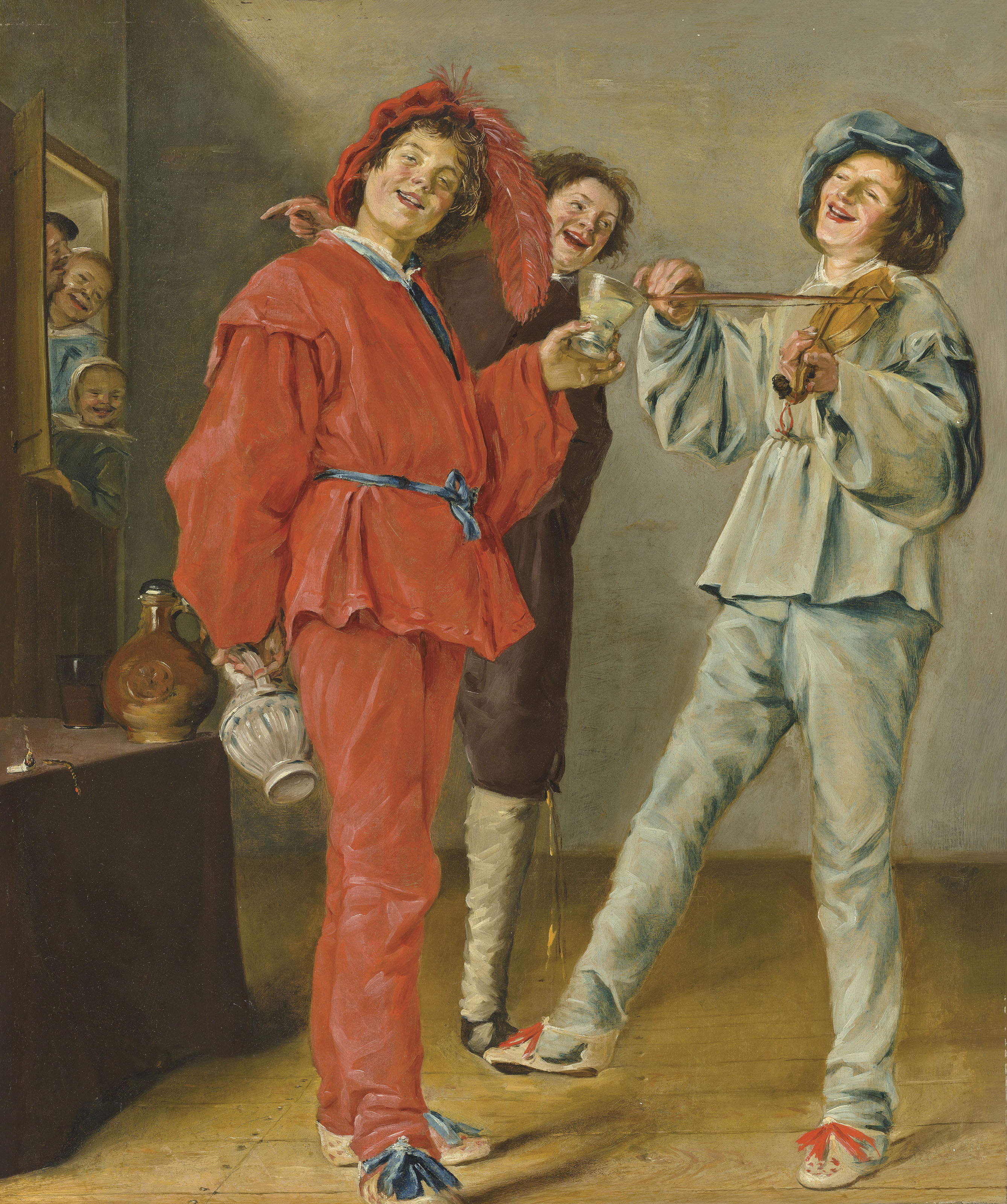
Merry Trio(between 1629 and 1631)
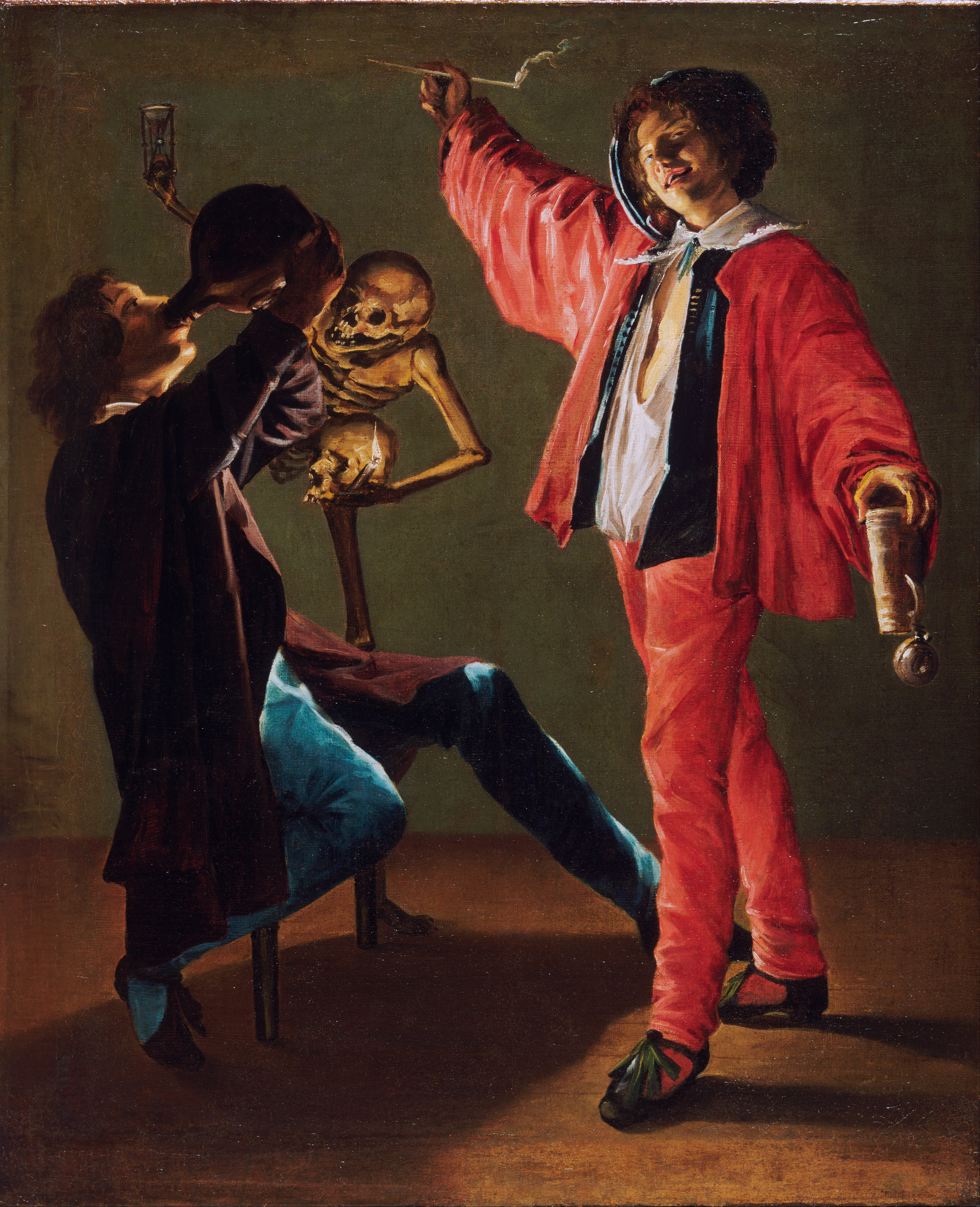
The Last Drop (c. 1629)
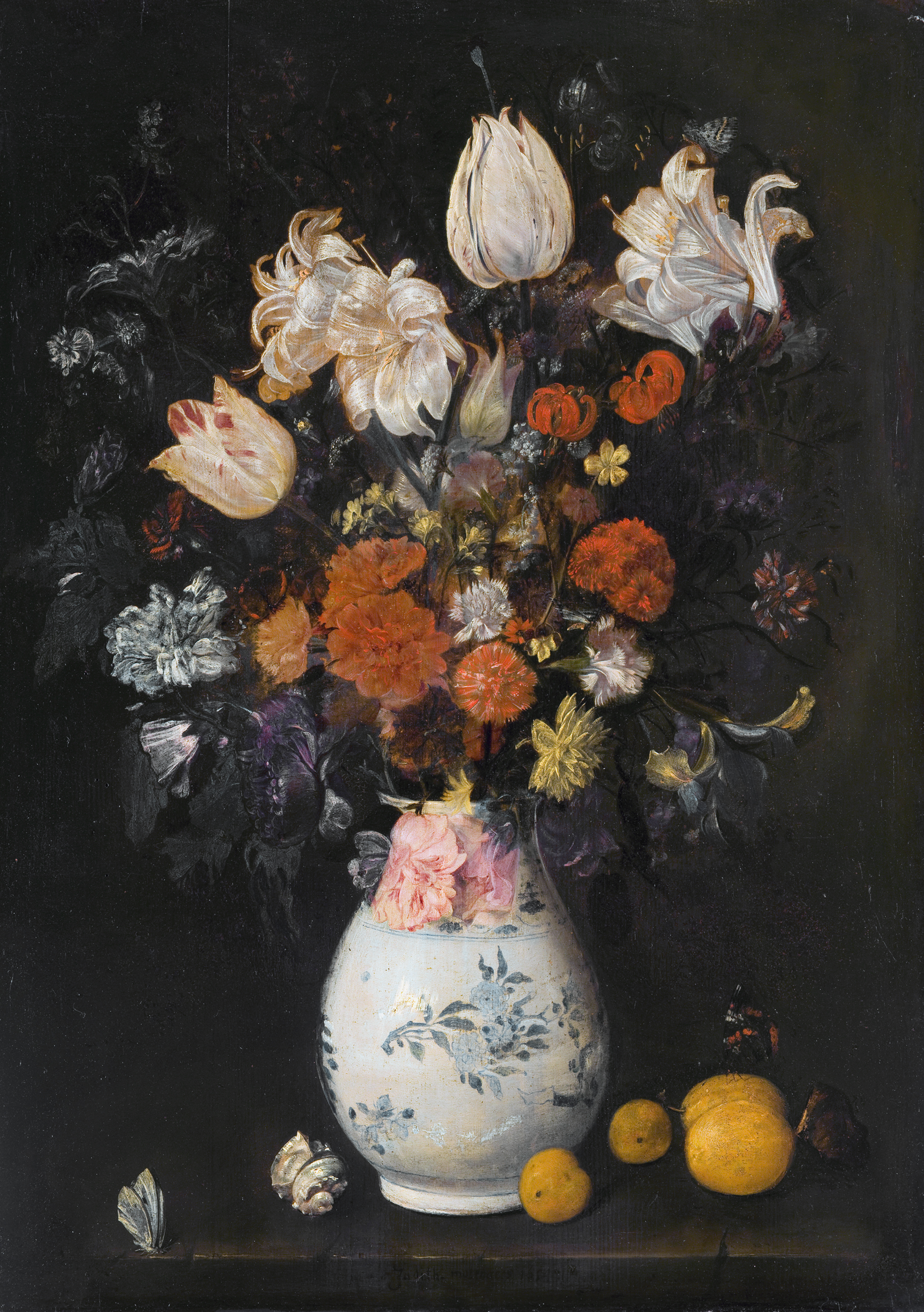
Blompotje (Flowers in a Vase) (1654)
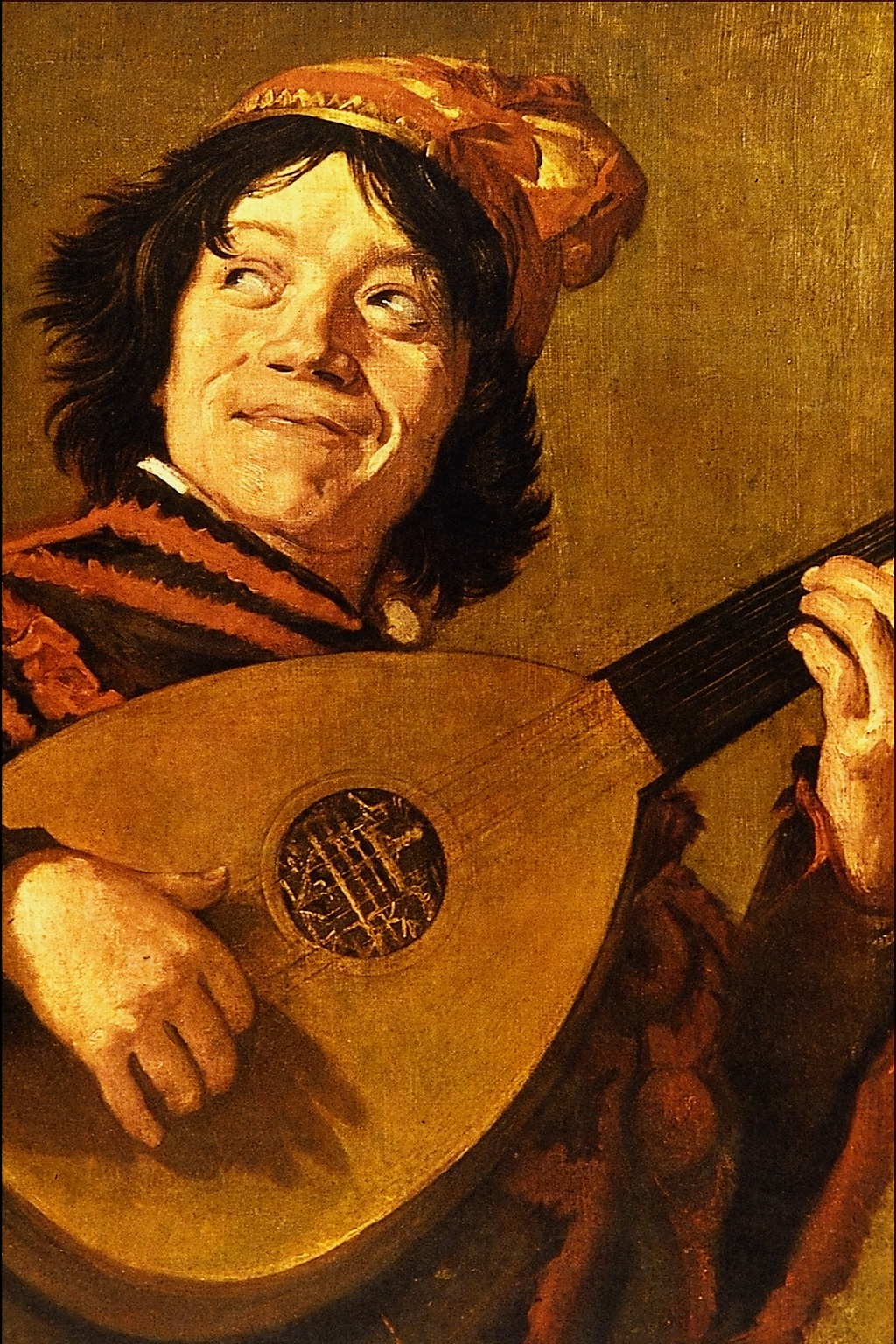
The Jester, after Frans Hals